# Hasslövs församling
Hasslövs församling var en församling i Göteborgs stift. Församlingen uppgick 2006 i Hasslöv-Våxtorps församling.
Församlingskyrka var Hasslövs kyrka. Församlingskod var 138104.

## Administrativ historik
Församlingen har medeltida ursprung. Församlingen var till 2006 moderförsamling i pastoratet Hasslöv och Våxtorp. Församlingen uppgick 2006 i Hasslöv-Våxtorps församling.
I Nordisk familjebok från 1909 anges Hasslöv som ett alternativt patronellt pastorat: Kyrkoherden i pastoratet utsågs alternerade mellan ägaren av säteriet Vallens slott och Kungl. Maj:t.